# Atemptat de Manchester de 2017
El 22 de maig de 2017, va haver-hi una explosió al Manchester Arena, a la ciutat de Manchester (Anglaterra), al final d'un concert de la cantant estatunidenca Ariana Grande. L'explosió es va produir al voltant de les 22:33, causant almenys 22 morts i 512 ferits. Es va informar que un home en solitari va realitzar l'atac usant un artefacte explosiu improvisat en el que se sospita va ser un atemptat suïcida.
L'endemà Estat Islàmic reivindicà l'autoria de l'atemptat.

## Atac
El 22 de maig de 2017 a les 22:33 una explosió va ocórrer fora del Manchester Arena a Manchester, Anglaterra. L'explosió va ocórrer a l'àrea del vestíbul de l'estadi després del concert, que formava part de la gira Dangerous Woman Tour de Grande. Fins a 18.000 persones havien assistit al concert. Molts estaven sortint pel vestíbul al moment de l'explosió.
La policia de Manchester està tractant l'incident com un atac terrorista fins que es demostri el contrari. Se sospita que l'atac va ser un atemptat suïcida.

## Víctimes
La policia ha declarat que 23 persones, incloent-hi l'atacant suïcida, van morir en l'explosió i uns altres 120 van resultar ferits, incloent-hi nens. North West Ambulance Service va informar que 60 de les seves ambulàncies van assistir a l'escena, acompanyant a 59 persones als hospitals locals i tractant ferits menors en el lloc dels fets. Grande no estava prop del lloc de l'atac i no va resultar ferida durant l'incident.

## Agressor
Segons la policia, l'atac va ser dut a terme utilitzant un artefacte explosiu improvisat fet per un home de 23 anys, que ja era conegut per la policia.

## Conseqüències
Al voltant de les 01:32 GMT, la policia va fer una subsegüent explosió controlada sobre un objecte sospitós a Cathedral Gardens. Es va descobrir més tard que l'article era roba que havia estat abandonada.
Els residents i les companyies del taxi a Manchester van oferir transport o allotjament gratuït a qui va quedar abandonat en el concert a través de twitter. Pares i nens que havien assistit al concert van quedar separats després de l'explosió. Un hotel proper va servir de refugi per als nens desplaçats per l'explosió, i els pares van ser dirigits allà.
L'estació de tren de Manchester Victoria, que està parcialment sota l'estadi, va ser evacuada i tancada, i els serveis es van cancel·lar. Victoria va continuar tancada l'endemà.
El dia després de l'atac, un home de 23 anys va ser detingut al sud de Manchester en relació amb l'atac.